# رعاية المصابين بالخرف
```
تصبح 
رعاية الأفراد المصابين بالخرف
 أكثر شيوعا مع 
تقدم المجتمعات في السن.
 يمكن أن تتكون 
رعاية المسنين
 من رعاية رسمية وغير رسمية. 
الرعاية الرسمية
 هي خدمات التي يقدمها المجتمع والجهات الطبية، بينما 
الرعاية غير الرسمية
 فهي دعم العائلة والأصدقاء، والمجتمعات المحلية، لكن غالبا من الزوجة، الأطفال البالغين وأقارب آخرين. في معظم حالات 
الخرف
 البسيطة والمتوسطة، يكون مقدم الرعاية من العائلة وعادة الزوجة أو ابن بالغ. مع مرور الوقت، قد تكون هنالك حاجة إلى المزيد من الرعاية الاحترافية من الممرضين ومقدمي الرعاية الداعمة، سواء 
في المنزل
 أو في مرافق 
الرعاية طويلة الأمد
. يوجد دليل على أن بإمكان 
إدارة الحالة
 تحسين رعاية الأفراد المصابين بالخرف وتجربة مقدمي الرعاية لهم.
[
1
]
 زيادة على ذلك، يمكن أن تخفض إدراة الحالة التكلفة الإجمالية والرعاية المؤسساتية على المدى المتوسط.
[
1
]
```

## مقدمو الرعاية من العائلة
أصبح دور مقدمي الرعاية من العائلة أكثر شيوعا، ويمكن أن تؤخر الرعاية في بيئة المنزل المألوفة بدْء ظهور بعض الأعراض وتؤجل أو تمنع الحاجة إلى مستويات رعاية أكثر احترافية وتكلفة. يمكن أن تتطلب الرعاية المنزلية تكلفة اقتصادية ونفسية كبيرة كذلك، فعادة ما يتخلى مقدمو الرعاية من العائلة على ساعات عمل وعلى الأجر المترتب عنها لقضاء متوسط 47 ساعة أسبوعيا من شخص عزيز مصاب لا يمكن تركه وحيدا بشكل متكرر. في استقصاء سنة 2006 للمرضى الذين لهم تأمين اجتماعي لرعاية طويلة المدى، بلغت التكاليف المباشرة وغير المباشرة لتوفير الرعاية لمرضى الآلزهايمر في المتوسط 77.5 ألف دولار في الولايات المتحدة. مقدمو الرعاية في حد ذاتهم عرضة لحوادث متزايدة من الاكتئاب والقلق، وفي بعض الحالات مشاكل صحية.
استنتج شولز وزملاؤه أن التحول إلى الرعاية المؤسساتية صعب أكثر على الزوجات، اللواتي يزور نصفهن تقريبا أزواجهن المرضى يوميا ويواصلن تقديم الرعاية إلى جانب الرعاية الاحترافية أثناء زياراتهن. يمكن أن تكون التدخلات السريرية التي تحضِّر مقدمي الرعاية بشكل أفضل لتغير إقامة المريض وتعالج اكتآبهم وقلقهم ذات فائدة كبيرة بالنسبة لهم. وجد تومسن وزملاؤه في دراسة نرويجية أن معظم مسببات القلق المبلغ عنها هي «فوضى في الروتين المنزلي، صعوبات في المغادرة أثناء العطلات والأعياد، قيود على الحياة الاجتماعية، واضطرابات النوم...» وأن هذه الأعراض شائعة لدى مقدمي الرعاية للمصابين بالخرف، السكتة الدماغية ومرض باركنسون. في دراسة يابانية بواسطة هيرونو وزملائه، قدّرت أن «اعتلالات المرضى الوظيفية والنفسية العصبية كانت العوامل الرئيسة التي زادت عبء مقدم الرعاية». ووجدت دراسة إيطالية بواسطة مارفاردي وزملائه «أن الاضطرابات السلوكية للمرضى وعجزهم كانت الإشارات الرئيسية للعبء المرتبط بالزمن، وأن العبء النفسي كان يتجلى أساسا في قلق واكتئاب مقدم الرعاية.»
يمكن أن يعاني مقدمو الرعاية من الفجع الاستباقي والخسارة الغامضة.